# Eparquia de Saint-Sauveur de Montreal
A Eparquia de Saint-Sauveur de Montreal (Eparchia Sanctissimi Salvatoris Marianopolitansis Graecorum Melkitarum Catholicorum) é uma eparquia pertencente a Igreja Greco-Católica Melquita, com rito bizantino no Canadá. Sua sede está localizada na cidade de Montreal, na província de Quebec, sendo sujeita imediatamente a Santa Sé. Foi fundada em 1980 pelo Papa João Paulo II. Inicialmente foi fundada como sendo exarco, sendo elevado a eparquia em 1984. Com uma população católica de 37.500 habitantes, possui 11 paróquias com dados de 2018.

## História
Em 13 de outubro de 1980 o Papa João Paulo II cria o Exarcado Apostólico do Canadá pertencente a Igreja Greco-Católica Melquita, adotando o rito bizantino sendo sujeita imediatamente a Santa Sé. Em 1984 o exarco é elevado a eparquia com o nome de Eparquia de Saint-Sauveur de Montreal.

## Lista de eparcas
A seguir uma lista de eparcas desde a criação do exarco em 1980, em 1984 é elevado a eparquia.
|                                      | Nome                                 | Período                              | Notas                                |
| Eparcas de Saint-Sauveur de Montreal | Eparcas de Saint-Sauveur de Montreal | Eparcas de Saint-Sauveur de Montreal | Eparcas de Saint-Sauveur de Montreal |
| ------------------------------------ | ------------------------------------ | ------------------------------------ | ------------------------------------ |
| 4º                                   | Milad Jawish, B.S.                   | 2021 - atual                         |                                      |
| 3º                                   | Ibrahim Michael Ibrahim, B.S.        | 2003 - 2021                          |                                      |
| 2º                                   | Sleiman Hajjar, B.S.                 | 1998 - 2002                          |                                      |
| 1º                                   | Michel Hakim, B.S.                   | 1984 - 1998                          |                                      |
| Exarcas apostólicos do Canadá        |                                      |                                      |                                      |
| 1º                                   | Michel Hakim, B.S.                   | 1980 - 1984                          | Nomeado eparca dessa eparquia        |